# جون ويزلي (رسام)
جون ويزلي (بالإنجليزية: John Wesley)‏ هو رسام وفنان أمريكي، ولد في 25 نوفمبر 1928 في لوس أنجلوس في الولايات المتحدة.

## وصلات خارجية
- جون ويزلي على موقع ديسكوغز (الإنجليزية)